# Leonardo Frullani
Leonardo Frullani (San Giovanni alla Vena, 1756 – Firenze, 4 maggio 1824) è stato un giurista e politico italiano, attivo a cavallo del XVIII e XIX secolo.
Seppur poco conosciuto al di fuori della cerchia degli studiosi, egli fu una figura tutt'altro che subalterna, capace di ampia autonomia, ascoltatissimo dallo stesso Granduca Ferdinando III e in grado di indirizzare le scelte del Governo Toscano relative alle funzioni dell'alta magistratura e alle scelte economiche.

## Biografia
Nacque il 13 giugno 1756 a San Giovanni alla Vena, presso Pisa, figlio di Domenico e Rosa Batini, una famiglia di piccoli proprietari terrieri. Ricevette i primi rudimenti d'istruzione da uno zio sacerdote e successivamente frequentò l'Università di Pisa, dove si laureò in utroque iure nel 1776.
Sposò il 23 novembre 1792 Maddalena Ombrosi, appartenente a una nota famiglia di giuristi fiorentini.
Tra i figli della coppia si ricorda Giuliano Frullani, professore all'Università di Pisa e alto funzionario nel campo tecnico, si interessò alla teoria del calcolo integrale e allo sviluppo di funzioni trigonometriche in serie e integrali. Da lui prende il nome l'integrale di Frullani.

## Carriera politica
Il debutto di Frullani sulla scena pubblica avvenne nel 1790, quando seguì gli interessi materiali di Pietro Leopoldo, novello Imperatore e del figlio Ferdinando, futuro Granduca di Toscana: questo compito lo segnalò agli occhi del nuovo sovrano, al quale rimase legato per tutta la vita. La stima del Granduca si tramutò ben presto in un incarico pubblico di un certo livello, quando nel 1794 divenne auditore del tribunale di Livorno.
Nel 1798, durante la prima occupazione francese, esercitò le funzioni di vicegovernatore di Livorno e ebbe parte determinante nel ritiro della guarnigione transalpina, ottenuto grazie al versamento di una grossa somma (circa 2.000.000 di franchi) raccolta dalla comunità mercantile livornese.
Seppur avesse ricoperto incarichi pubblici durante il periodo francese (1800-1814), la fedeltà di fondo ai Lorena fu evidente alla dissoluzione dell'Impero francese (1814), quando per cinque mesi fu il principale consulente del plenipotenziario G. Rospigliosi. A Frullani si deve in parte l'intuizione che l'apparato giuridico-istituzionale francese, in virtù della sua modernità, potesse ben adattarsi alle necessità toscane di modernizzazione, rispetto a quello farraginoso e oramai superato dell'antico regime.
Durante la Restaurazione toscana, il Frullani venne costituito al Ministero dell'economia insieme a Vittorio Fossombroni, segretario di Stato e Ministro degli esteri e a Neri Corsini, responsabile degli Interni, in un triumvirato a capo della politica toscana. Egli operò per il consolidamento delle finanze e per il ripristino dei tradizionali orientamenti economici liberisti toscani prefrancesi.

## Frullani economista
Frullani non fu mai grande esperto di questioni finanziarie, ma si lasciò piuttosto guidare da un'ottica prettamente contabile; riuscì comunque a ottenere il pareggio del bilancio corrente dello Stato, seppur non fu in grado di affrontare gli oneri passivi. A suo discapito vanno lo scarso funzionamento del sistema fiscale e la corruzione dilagante.
Egli ebbe anche un ruolo di rilievo nella costituzione della "Regia mista delle miniere e magona dell'isola d'Elba", che nel 1816 inaugurò la compartecipazione fra Stato e privati nello sfruttamento delle risorse minerarie elbane, di recente acquisizione Toscana. In questo frangente seguì un indirizzo assai meno liberista a protezione dei diritti regi dello Stato.
Anche per questo a Frullani non venne mai meno la gratitudine di Ferdinando III, che nel 1815 gli concesse la nobiltà ereditaria.
Morì a Firenze il 4 maggio del 1824.